# NGC 1510
NGC 1510 (другие обозначения — ESO 250-3, MCG -7-9-6, IRAS04019-4332, PGC 14375) — эллиптическая галактика в созвездии Часы.
Представляет собой спутник спиральной галактики NGC 1512; видима с Земли примерно в 4 угловых минутах к юго-западу от последней. Гравитационное взаимодействие между галактиками приводит к некоторым нарушениям спиральной структуры NGC 1512. В каталоге HIPASS обе галактики учтены как единый объект под номером HIPASS J0403–43.
Этот объект входит в число перечисленных в оригинальной редакции «Нового общего каталога».
Галактика NGC 1510 входит в состав группы галактик NGC 1512. Помимо NGC 1510 в группу также входят NGC 1487 и NGC 1512.